# Guillaume Van Strydonck

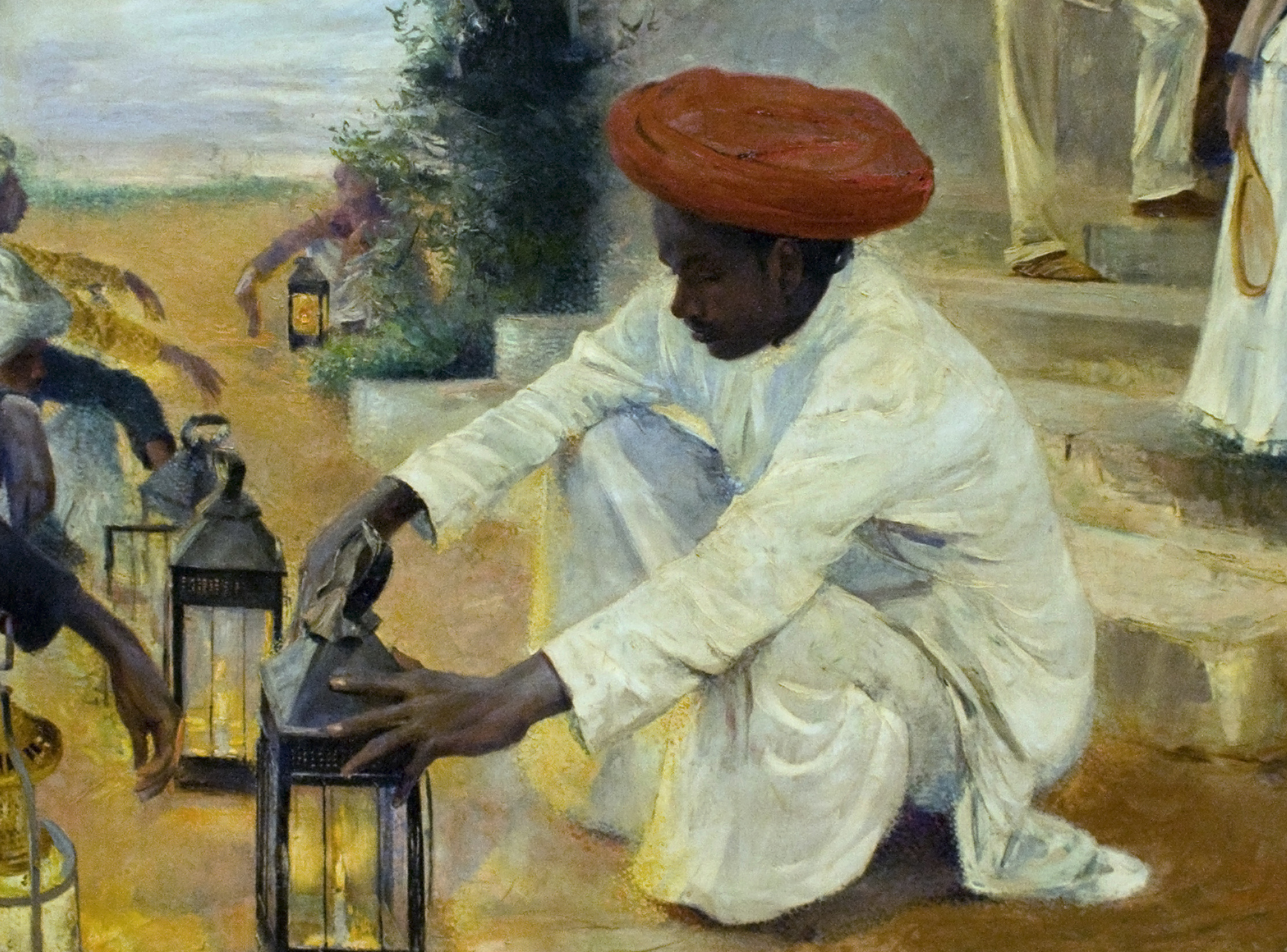
Dämmerung

Guillaume Van Strydonck (* 10. Dezember 1861 in Namsos; † 2. Juli 1937 in Saint-Gilles/Sint-Gillis) war ein belgischer Maler, von 1891 bis 1896 in Indien tätig.
Van Strydonck wurde in Norwegen geboren, wo sein Vater für eine Brügger Firma arbeitete; er kehrte bald nach Geburt seines Sohnes nach Belgien zurück.
Bereits im Alter von zwölf Jahren nahm Guillaume Zeichenunterricht bei Edouard Agneessens. Von 1876 bis 1884 studierte er an der Koninklijke Academie voor Schone Kunsten in Brüssel bei Jean-François Portaels und freundete sich mit James Ensor und dem Bildhauer Guillaume Charlier (1854–1925) an. Später ging er nach Paris und studierte an der École des beaux-arts de Paris bei Jean-Léon Gérôme.
1883 war er einer der Gründer des Avantgarde-Künstlerverbandes „Société des Vingt“. Anfangs arbeitete er in einem realistischen Stil, Porträts, Landschaften, Genrewerken, historischen Szenen und Stillleben. Später wurde seine Methode immer nachdrücklicher impressionistisch. Er galt zu dieser Zeit auch als einer der Vorläufer des belgischen Luminismus. 1883 erhielt Van Strydonck den 3. Preis beim Prix de Rome und 1884 erhielt er den Gilles-Lambert-Godecharle-Preis. Er nahm an Ausstellungen im Salon de „L’Essor“ teil.
1886 reiste er nach Florida, danach malte er einige Jahre in Mechelen, wo er Jan Toorop und William Degouve de Nuncques traf, sowie in Blankenberge. Anschließend blieb er von 1891 bis 1896 in Indien. Zurück in Belgien ließ er sich dann in Weert aan de Schelde nieder, wo er die belgische Landschaft zu seinem Hauptthema machte.
Von 1900 bis 1931 unterrichtete er an der Akademie in Brüssel. Er starb 1937 im Alter von 75 Jahren.